# Juan García Postigo
Juan Francisco García Postigo (Málaga, 19 de janeiro de 1982) é um modelo e ator espanhol. 
Foi proclamado Mister Mundo 2007 em 31 de março, na cidade de  Sanya, na China, ao vencer outros 56 competidores de outros países, inclusive o brasileiro Lucas Gil, que foi o segundo colocado. Um ano antes, foi eleito Mister Espanha 2006, representando a província de Málaga.
É o sucessor do brasileiro Gustavo Gianetti, que foi Mister Mundo 2003, e, em 2010, foi sucedido pelo irlandes Kamal Orlando Ibrahim.
Já participou de programas de televisão na Espanha, tais como Pasapalabra, El intermedio e Más Que Baile!, versão espanhola da Dança dos Famosos. Além de ter atuado em diversas séries como Los Serrano, Arrayán e Las Estupendas, nessa última sendo protagonista.